# Cody Jones
Cody Jones (San Francisco, 3 maggio 1951) è un giocatore di football americano statunitense.
Si è laureato alla San Jose State University e ha giocato a football americano da professionista dal 1974 al 1982 per i Los Angeles Rams.